# 軍威郡
軍威郡（クヌィぐん）は、大韓民国大邱広域市の北部にある郡である。郡の南部以外は慶尚北道と境界線を接している。

## 歴史
- 1390年 - 孝令県が軍威県に、缶渓県が義興郡にそれぞれ改称。
- 1413年 - 義興郡が義興県に降格。
- 1895年旧暦閏5月1日 - 大邱府軍威郡・義興郡に改編。[2]
- 1896年8月4日 - 慶尚北道軍威郡・義興郡に改編。[3]
- 1914年4月1日 - 郡面併合により、義興郡が軍威郡に編入。軍威郡に以下の面が成立。[4]（8面）
  - 召保面・軍威面・孝令面・缶渓面・友保面・義興面・山城面・古老面

| 朝鮮総督府令第111号 |            |            |                                                      |
| 旧行政区域          | 旧行政区域 | 新行政区域 | 新行政区域                                           |
| 義城郡              | 億谷面     | 軍威面     | 龍台里                                               |
| 軍威郡              | 県内面     | 軍威面     | 東部洞、上谷洞、西部洞、梧谷洞、政洞、下谷洞         |
| 軍威郡              | 南面       | 軍威面     | 金鳩洞、武成洞、社稷洞、水西洞                       |
| 軍威郡              | 西星面     | 軍威面     | 内良洞、大北洞、鈒嶺洞、外良洞                       |
| 軍威郡              | 花谷面     | 召保面     | 達山洞、宝峴洞、福星洞、沙里洞、渭城洞               |
| 軍威郡              | 石本面     | 召保面     | 山法洞、西京洞、松院洞、新渓洞、平湖洞               |
| 軍威郡              | 召本面     | 召保面     | 来儀洞、大興里、鳳韶里、鳳凰洞                       |
| 軍威郡              | 中里面     | 孝令面     | 内梨洞、老杏洞、並水洞、不老洞、城洞、梧川洞、中九洞 |
| 軍威郡              | 孝令面     | 孝令面     | 巨梅洞、錦梅洞、馬嘶洞、将軍洞、場基洞、花渓洞       |
| 義興郡              | 県内面     | 缶渓面     | 佳湖洞、昌平洞、春山洞                               |
| 義興郡              | 缶西面     | 缶渓面     | 高谷洞、梅谷洞、明山洞、新化洞                       |
| 義興郡              | 缶南面     | 缶渓面     | 南山洞、大栗洞、東山洞                               |
| 義興郡              | 缶東面     | 山城面     | 武岩洞、白鶴洞、鳳林洞、三山洞、雲山洞               |
| 義興郡              | 身南面     | 山城面     | 錦陽洞、元山洞、花本洞、花田洞                       |
| 義興郡              | 中里面     | 義興面     |                                                      |
| 義興郡              | 下里面     | 義興面     |                                                      |
| 義興郡              | 巴立面     | 義興面     |                                                      |
| 義興郡              | 乃化面     | 友保面     | 杜北洞、羅湖洞、仙谷洞、梨花洞                       |
| 義興郡              | 牛山面     | 友保面     | 文徳洞、毛山洞                                       |
| 義興郡              | 友保面     | 友保面     | 達山洞、美城洞、鳳山洞                               |
| 義興郡              | 小首面     | 古老面     | 槐山洞、仁谷洞、長谷洞、鶴城洞、華北洞、華水洞       |
| 義興郡              | 巣野面     | 古老面     | 加岩洞、石山洞、楽田洞、陽地洞、鶴岩洞               |
- 1973年7月1日（8面）[5]
  - 善山郡山東面桃山里が召保面に編入。
  - 義城郡金城面広峴洞が軍威面に編入。
- 1979年5月1日 - 軍威面が軍威邑に昇格。[6]（1邑7面）
- 1983年2月15日（1邑7面）[7]
  - 缶渓面の一部（高谷里・梅谷里）が孝令面に編入。
  - 山城面の一部（錦陽里・元山里）が義興面に編入。
- 1989年1月1日 - 召保面大興里が軍威邑に編入。（1邑7面）
- 2021年1月1日 - 古老面が三国遺事面に改称。（1邑7面）
- 2023年7月1日 - 慶尚北道から大邱広域市に移管[8]。

## 行政

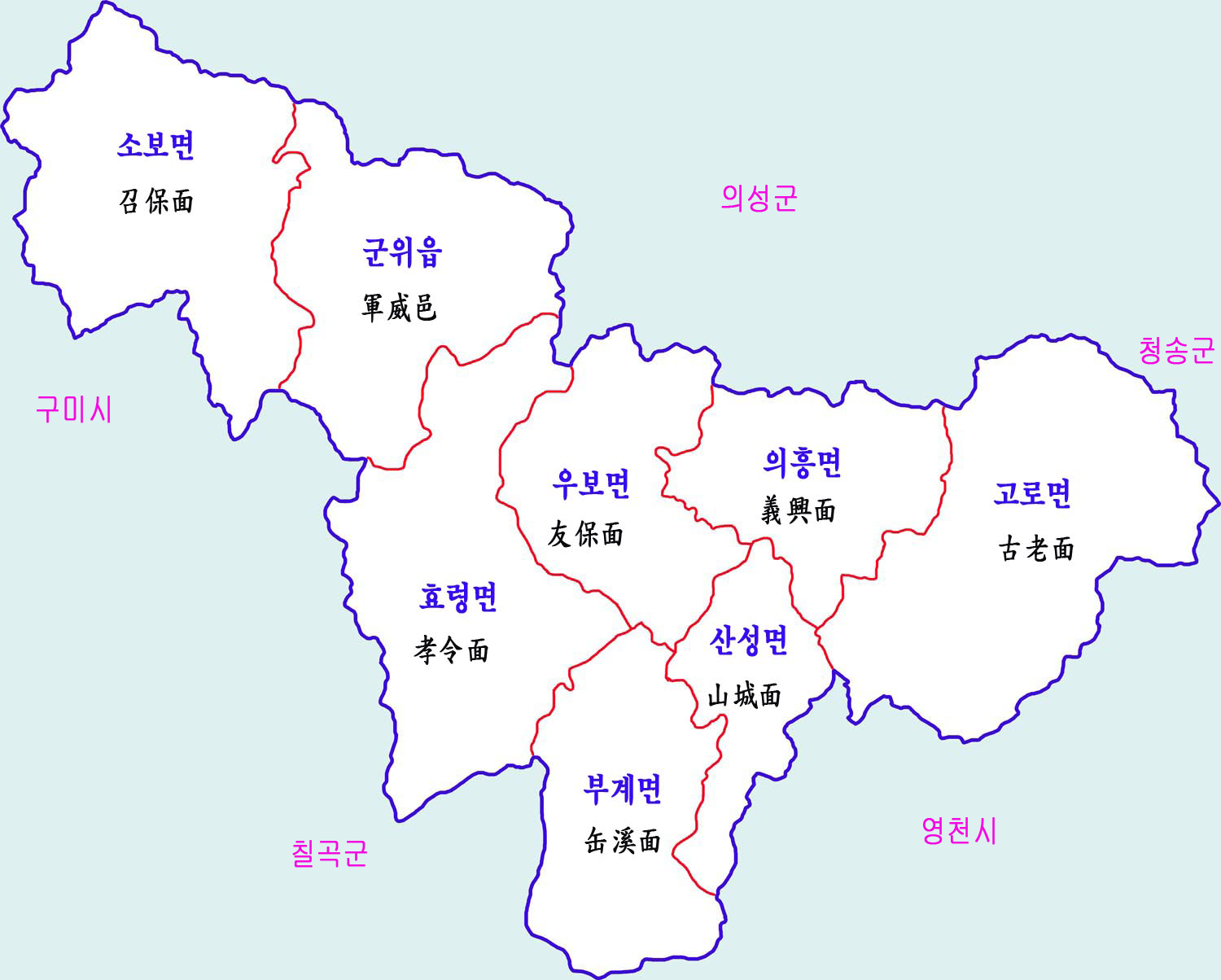
行政区域図

### 行政区域
| 邑・面     | 法定里 |
| ---------- | --- |
| 軍威邑     | 広峴里、金鳩里、内良里、大北里、大興里、東部里、武成里、社稷里、鈒嶺里、上谷里、西部里、水西里、梧谷里、外良里、龍台里、政里、下谷里 |
| 召保面     | 沙里里、宝峴里、福星里、渭城里、達山里、松院里、新渓里、桃山里、西京里、平湖里、山法里、来儀里、鳳凰里、鳳韶里                       |
| 孝令面     | 老杏里、梧川里、城里、並水里、不老里、内梨里、中九里、巨梅里、将軍里、場基里、錦梅里、花渓里、馬嘶里、梅谷里、高谷里                 |
| 缶渓面     | 昌平里、佳湖里、春山里、大栗里、東山里、南山里、明山里、新化里                                                                       |
| 友保面     | 羅湖里、梨花里、杜北里、仙谷里、美城里、毛山里、文徳里、達山里、鳳山里                                                               |
| 義興面     | 邑内里、水北里、水西里、梨枝里、芭田里、新徳里、芝湖里、蓮桂里、梅城里、元山里、錦陽里                                               |
| 山城面     | 白鶴里、三山里、鳳林里、武岩里、雲山里、花本里、花田里                                                                               |
| 三国遺事面 | 華水里、華北里、槐山里、鶴城里、長谷里、仁谷里、陽地里、楽田里、加岩里、石山里、鶴岩里                                               |

### 警察
- 軍威警察署

## 交通

### 鉄道
- 中央線
  - 軍威駅

### 高速道路
- 中央高速道路
  - 軍威ジャンクション - 軍威インターチェンジ - 軍威サービスエリア

## 外部サイト
- 軍威郡庁公式サイト (日本語）
- 軍威郡庁公式サイト（韓国語）
- 軍威郡の障害者職業リハビリ施設（韓国語）